# Anisodes gaudebunda
Anisodes gaudebunda là một loài bướm đêm trong họ Geometridae.